# Hapalorchis lineata
Hapalorchis lineata är en orkidéart som först beskrevs av John Lindley, och fick sitt nu gällande namn av Rudolf Schlechter. Hapalorchis lineata ingår i släktet Hapalorchis och familjen orkidéer. Inga underarter finns listade i Catalogue of Life.

## Bildgalleri

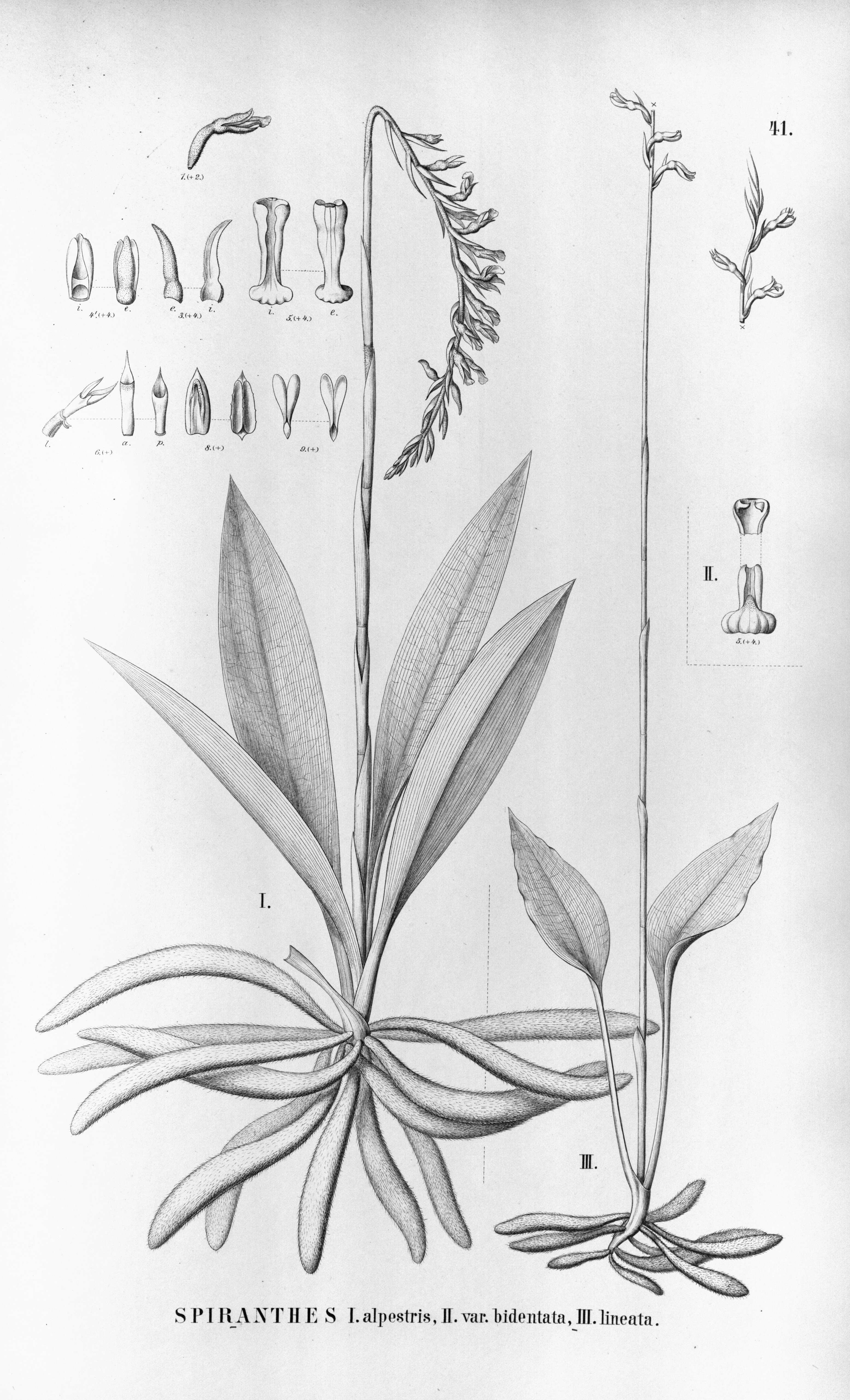